# 59-я гвардейская стрелковая дивизия
59-я гвардейская стрелковая Краматорская дивизия — гвардейское формирование (соединение, стрелковая дивизия) РККА Вооружённых Сил СССР в Великой Отечественной войне.

## Формирование
Сформирована 7 марта 1942 года в Краснодарском крае (г. Армавир) как 197-я стрелковая дивизия.
На Сталинградское направление 197-я стрелковая дивизия под командованием полковника М. И. Запорожченко передана 12 июля 1942 года.

## Боевой путь
Периоды вхождения в состав Действующей армии:
- 3 января 1943 года −11 мая 1945 года

Входила в состав войск 63-й (с ноября 1942 1-я гвардейская, с декабря 1942 3-я гвардейская), 6-й, а также 46-й армии.
В ходе контрнаступления под Сталинградом и освобождения ими Донбасса дивизия во взаимодействии с другими соединениями 1 гв. А (с 5 дек. 1942 З гв. А) прошла с боями свыше 200 км, освободила 170 населённых пунктов, в том числе г. Ворошиловград (14 февраля 1943), захватила до 8 тысяч пленных и большие трофеи. За проявленные в боях с немецко-фашистскими захватчиками отвагу, стойкость, мужество и героизм личного состава была преобразована в 59-ю гвардейскую стрелковую дивизию (3 января 1943).
В августе—сентябре 1943 дивизия участвовала в освобождении Донбасса. За отличие при овладении г. Краматорск была удостоена почётного наименования Краматорской (8 сент. 1943). В ходе последующего наступления в результате многодневных ожесточённых боёв во взаимодействии с другими соединениями участвовала в освобождении г. Запорожье (14 окт. 1943).
За образцовое выполнение заданий командования в боях с нем.-фаш. захватчиками и проявленные при этом доблесть и мужество была награждена орденом Красного Знамени (14 окт. 1943).
В Никопольско-Криворожской наступательной операции 1944 дивизия в составе 3-й гвардейской, затем 6-й армии вела напряжённые бои по ликвидации никопольского плацдарма противника. За умелое выполнение боевых задач в этой операции, отвагу и героизм воинов награждена орденом Суворова 2-й степени (13 февр. 1944). В последующем участвовала в Одесской наступательной операции, в ходе к-рой в условиях распутицы успешно форсировала pp. Ингулец, Ингул, Южный Буг и 10 апреля 1944 первой ворвалась с запада в Одессу.
За проявленные личным составом мужество и героизм при освобождении Одессы была награждена орденом Богдана Хмельницкого 2-й степени (20 апр. 1944).
Продолжая наступление, части дивизии в апреле вышли к Днестру. Летом того же года дивизия в составе 46А (в которой действовала до конца войны) 3-го Украинского фронта участвовала в Ясско-Кишинёвской наступательной операции. Прорвав оборону противника юго-восточнее г.Бендеры, с боями вышла к оз. Китай и отрезала пути отхода частям 3-го армейского корпуса противника.
Преследуя отходящие части врага, дивизия 28 авг. в районе г. Рени (25 км вост. г. Галац) перешла советско-румынскую границу, а 8 сентября — румынско-болгарскую границу. В октябре 1944 — феврале 1945 участвовала в Дебреценской и Будапештской наступательной операциях.
Высокое воинское мастерство и отвагу проявили воины дивизии при окружении будапештской группировки и овладении столицей Венгрии. Последним этапом боевого пути дивизии было участие в Венской наступательной операции, в ходе которой она активными и решительными действиями севернее г. Вена способствовала овладению советскими войсками столицей Австрии (13 апреля 1945).
Боевые действия закончила в мае 1945 в районе Фрайштадта (сев. г. Линц).
Полное действительное наименование, по окончании Великой Отечественной войны — 59-я гвардейская стрелковая Краматорская Краснознамённая орденов Суворова и Богдана Хмельницкого дивизия.

## Послевоенная история
После Победы дивизия была выведена в СССР и передана в состав 14-й гвардейской общевойсковой армии Одесского военного округа. Штаб дивизии находился в Тирасполе.
13 марта 1957 года дивизия была преобразована в 59-ю гвардейскую мотострелковую дивизию.
59-я гвардейская мотострелковая дивизия в Молдавии переформирована 1 июня 1997 года в 8-ю отдельную гвардейскую мотострелковую бригаду (расформирована в 2002 г.) в составе ОГРВ ПРРМ.

## Состав
- управление;
- 176-й гвардейский стрелковый полк: командир - Панченко, Никита Ефремович, гв. майор (погиб 03.04.1945)[5] ;
- 179-й гвардейский стрелковый полк;
- 183-й гвардейский стрелковый полк;
- 127-й гвардейский артиллерийский полк;
- 63-й отдельный гвардейский истребительно-противотанковый дивизион;
- 78-й гвардейская зенитная артиллерийская батарея (до 20.04.1943 г., позднее — 1162-й зенитно-ракетный полк);
- 58-я отдельная гвардейская разведывательная рота;
- 66-й отдельный гвардейский сапёрный батальон;
- 86-й отдельный гвардейский батальон связи;
- 569 (64)-й медико-санитарный батальон;
- 61-я отдельная гвардейская рота химической защиты;
- 627 (62)-я автотранспортная рота;
- 644 (65)-я полевая хлебопекарня;
- 651 (60)-й дивизионный ветеринарный лазарет;
- 1965-я полевая почтовая станция;
- 1159-я полевая касса Госбанка.[6]

- 176-й гвардейский мотострелковый Измаильский Краснознамённый полк (Тирасполь)

26 Т-64; 18 БТР (12 БТР-70, 6 БТР-60), 6 БМП (4 БМП-2, 2 БРМ-1К); 12 2С1 «Гвоздика», 12 2С12 «Сани»; 3 1В18, 1 1В19, 1 ПРП-3; 3 Р-145БМ, 1 ПУ-12; 1 МТ-55А
- 179-й гвардейский мотострелковый Нижнеднестровский орденов Кутузова и Александра Невского полк (Тирасполь)

22 Т-64; 21 БМП (6 БМП-2, 12 БМП-1, 3 БРМ-1К), 13 БТР-70; 10 — 2С1 «Гвоздика», 2 9К51 «Град»; 1 БМП-1КШ, 1 ПРП-3, 1 РХМ, 1 РХМ-4; 5 Р-145БМ, 1 ПУ-12; 1 МТ-55А
- 183-й гвардейский мотострелковый Сегедский Краснознамённый полк (Тирасполь)

20 Т-64; 140 БТР (129 БТР-70, 2 БТР-60), 6 БМП (6 БМП-2, 2 БРМ-1К); 12 — 2С1 «Гвоздика», 12 — 2С12 «Сани»; 5 БМП-1КШ, 1 ПРП-3, 1 РХМ, 3 БРЭМ-2, 3 Р-145БМ, 1 ПУ-12; 1 МТУ-20
- 356-й танковый Рижский полк (Тирасполь)

87 Т-64; 16 БМП (14 БМП-2, 2 БРМ-1К); 1 2С1 «Гвоздика»; 5 БМП-1КШ, 1 ПРП-3, 3 РХМ, 2 Р-145БМ, 1 ПУ-12; 3 МТУ-20
- 328-й гвардейский самоходно-артиллерийский полк (Тирасполь)

34 2С3 «Акация»; 12 9К51 «Град»; 3 1В18, 1 1В19, 3 ПРП-3, 2 Р-145БМ, и 1 БТР-70
- 1162-й зенитный ракетный полк (Тирасполь): 6 ПУ-12, 3 Р-145БМ
- 1299-й отдельный зенитный артиллерийский батальон (Тирасполь): 15 МТ-ЛБТ
- 102-й отдельный разведывательный батальон (Тирасполь): 17 БМП (10 БМП-1, 7 БРМ-1К), 6 БТР-70
- 201-й отдельный батальон связи (Тирасполь): 11 Р-145БМ, 3 Р-156БТР
- 66-й отдельный инженерно-сапёрный батальон (Тирасполь): 3 УР-67
- 896-й отдельный батальон материального обеспечения
- 275-й отдельный ремонтно-восстановительный батальон

На 19 ноября 1990 дивизия располагала следующим оснащением:
- 155 танков Т-64
- 180 БТР (169 БТР-70, 17 БТР-60);
- 66 БМП (38 БМП-2, 12 БМП-1, 16 БРМ-1К);
- 82 САУ (46 2С1 «Гвоздика», 36 2С3 «Акация»);
- 2 гаубицы Д-30;
- 36 миномётов (2С12 «Сани»);
- 14 РСЗО 9К51 «Град».[7]

## Награды
- 3 января 1943 года —  Гвардейская — почётное звание присвоено приказом Народного комиссара обороны СССР от 3 января 1943 года за проявленную отвагу в боях за Отечество с немецкими захватчиками, за стойкость, мужество, дисциплину и организованность, за героизм личного состава;
- 8 сентября 1943 года — «Краматорская» — почётное наименование присвоено приказом Верховного Главнокомандующего от 8 сентября 1943 года за отличие в боях при освобождении Краматорска;
- 14 октября 1943 года —  Орден Красного Знамени — награждена указом Президиума Верховного Совета СССР от 14 октября 1943 года за образцовое выполнение боевых заданий командования на фронте борьбы с немецкими захватчиками и проявленные при этом доблесть и мужество;[8]
- 13 февраля 1944 года —  Орден Суворова II степени — награждена указом Президиума Верховного Совета СССР от 13 февраля 1944 года за образцовое выполнение боевых заданий командования на фронте борьбы с немецкими захватчиками, в боях за ликвидацию Никопольского плацдарма немцев и проявленные при этом доблесть и мужество;[9]
- 20 апреля 1944 года —  Орден Богдана Хмельницкого II степени — награждена указом Президиума Верховного Совета СССР от 20 апреля 1944 года за образцовое выполнение заданий командования в боях с немецкими захватчиками при освобождении города Одессы и проявленные при этом доблесть и мужество.[10]

Свыше 4 тысяч её воинов награждены орденами и медалями, 19 присвоено звание Героя Советского Союза
.
Награды частей дивизии:
- 176-й гвардейский стрелковый Измаильский[11] Краснознамённый[12] полк;
- 179-й гвардейский стрелковый Нижнеднестровский[13] орденов Кутузова[14] и Александра Невского[15] полк;
- 183-й гвардейский стрелковый Сегедский[16] Краснознамённый[17] полк;
- 127-й гвардейский артиллерийский Краснознамённый[18] полк.

## Командование

### Командиры

Карамышев Г. П. 1945

- Запорожченко, Михаил Иванович (03.01.1943 — 06.02.1943), генерал-майор
- Карамышев, Георгий Петрович (07.02.1943 — 28.10.1945), полковник, с 31.03.1943 генерал-майор
- Дударенко, Михаил Лаврентьевич (28.10.1945 — 15.08.1946), полковник
- Банников, Анатолий Ананьевич (15.08.1946 — 21.01.1947), генерал-майор
- Берестов, Пётр Филиппович (21.01.1947 — декабрь 1947), генерал-майор
- Тымчик, Кирилл Яковлевич (08.05.1948 — 21.12.1950), генерал-майор
- Косолапов, Пётр Павлович (21.12.1950 — 02.09.1953), генерал-майор
- Тарусин, Андрей Васильевич (06.11.1953 — 23.09.1957), полковник, с 31.05.1954 генерал-майор
- Алябин, Михаил Панфилович (23.09.1957 — 12.05.1962), полковник, с 9.05.1961 генерал-майор
- Гиленков, Юрий Всеволодович (12.05.1962 — 07.08.1965), полковник, с 16.06.1965 генерал-майор
- Брюхов, Василий Павлович (07.08.1965 — 22.05.1969), полковник, с 25.10.1967 генерал-майор

...
- Майоров, Леонид Сергеевич (1980—1984), полковник, с 1981 генерал-майор

### Заместители командира
- Шапкин, Иван Сергеевич (??.07.1946 — ??.02.1947), генерал-майор
- Фёдоров, Михаил Владимирович (??.02.1947 — ??.08.1948), полковник
- Усачёв, Захарий Никитович (??.11.1951 — ??.07.1952), генерал-майор

### Начальники штаба
- Челноков Дмитрий Иванович, (??.03.1942 — ??.??.1944), гв. полковник[19]
- Карпов, Яков Васильевич (??.03.1947 — ??.11.1947), полковник
- Высоцкий, Евгений Васильевич (??.1983 — 04.1984)[20]

### Начальник политотдела
- Гриценко, Антон Михайлович, (март 1945 года), гв. полковник[21]

### Заместитель командира по тылу
- Божков, Афанасий Павлович, гв. подполковник[22]

### Начальник санитарной службы
- Гулямов, Рашид Сагатович, майор медицинской службы[23]

## Отличившиеся воины
Герои Советского Союза:
- Афанасенко, Иван Прокофьевич, гвардии ефрейтор, сапёр 66-го гвардейского отдельного сапёрного батальона.
- Бахирев, Владимир Николаевич, гвардии капитан, помощник начальника штаба 176-го гвардейского стрелкового полка.
- Глинин, Фёдор Филиппович, гвардии капитан, заместитель командира батальона 176-го гвардейского стрелкового полка.
- Григоревский, Николай Константинович, гвардии сержант, командир пулемётного расчёта 176-го гвардейского стрелкового полка.
- Дудченко, Иван Андреевич, гвардии капитан, заместитель командира батальона по политической части 176-го гвардейского стрелкового полка.
- Зинченко, Иван Михайлович, гвардии старший лейтенант, командир батареи 127-го гвардейского артиллерийского полка.
- Карпенко, Иван Михайлович, гвардии капитан, командир дивизиона 127-го гвардейского артиллерийского полка.
- Коваленко, Григорий Васильевич, гвардии капитан, помощник начальника штаба по разведке 176-го гвардейского стрелкового полка.
- Корнеев, Георгий Ильич, гвардии капитан, командир батальона 176-го гвардейского стрелкового полка.
- Масленников, Николай Петрович, гвардии лейтенант, командир 2-й батареи 127-го гвардейского артиллерийского полка.
- Москалёв, Георгий Николаевич, гвардии лейтенант, командир пулемётного взвода 176-го гвардейского стрелкового полка.
- Плахотник, Алексей Нестерович, гвардии сержант, помощник командира взвода 176-го гвардейская стрелкового полка.
- Плахотник, Даниил Нестерович, гвардии младший сержант, командир отделения 176-го гвардейского стрелкового полка.
- Погорелов, Василий Фёдорович, гвардии лейтенант, командир 3-й стрелковой роты 183-го гвардейского стрелкового полка.
- Рева, Иван Михайлович, гвардии старший сержант, командир отделения 66-го гвардейского отдельного сапёрного батальона.
- Резниченко, Семён Фёдорович, гвардии подполковник, командир 176-го гвардейского стрелкового полка.
- Розов, Николай Иванович, гвардии лейтенант, командир стрелковой роты 176-го гвардейского стрелкового полка.
- Уммаев, Мухажир Магометгериевич, гвардии старший лейтенант, командир роты 179-го гвардейского стрелкового полка.
- Урюпин, Павел Степанович, гвардии красноармеец, разведчик 183-го гвардейского стрелкового полка.
- Харин, Михаил Терентьевич, гвардии рядовой, разведчик 176-го гвардейского стрелкового полка.
- Чаленко, Валентин Евграфович, гвардии сержант, командир отделения сапёрного взвода 183-го гвардейского стрелкового полка.

 Кавалеры ордена Славы 3-х степеней:
- Васильев, Иван Михайлович, гвардии сержант, командир отделения 176 гвардейского стрелкового полка.
- Роменский, Антон Петрович, гвардии старший сержант, командир отделения 82-мм миномётов 176 гвардейского стрелкового полка.
- Фазан, Владимир Григорьевич, гвардии сержант, стрелок 176 гвардейского стрелкового полка.
- Щеглов, Иван Иванович, гвардии сержант, помощник командира взвода 179 гвардейского стрелкового полка.

## Память
Музей боевой славы 59-й гвардейской Краматорской стрелковой дивизии открыт в Оперативной группе российских войск в Приднестровье.